# Sainte-Croix-Volvestre

Sainte-Croix-Volvestre este o comună în departamentul Ariège din sudul Franței. În 1 ianuarie 2022 avea o populație de 652 de locuitori.